# Lista odcinków serialu animowanego Spadkobiercy tytanów
Lista odcinków serialu animowanego Spadkobiercy tytanów – kanadyjskiego serialu emitowanego na kanale ZigZap.

## Odcinki

### Seria 1
| odc. | Polski tytuł               | Angielski tytuł             | Premiera w Polsce                                                   |
| --- | -------------------------- | --------------------------- | ------------------------------------------------------------------- |
| 1/2/3 | „Chaos”                    | „Chaos”                     | cz. 1 – 30 czerwca 2008, cz. 2 – 3 lipca 2008, cz. 3 – 7 lipca 2008 |
| część 1: Sylwester. Właśnie w tym dniu planety mają stanąć w jednym rzędzie. Sprzyja to złemu bogowi czasu - Kronosowi, uwięzionemu w Tartarze. Chce się on wydostać z więzienia i zemścić się na Zeusie, Posejdonie i Hadesie, którzy go tam zamknęli. Gdy ludzie odmierzają sekundy do nowego roku, Kronos zatrzymuje czas i ucieka z Tartaru wraz z jego sługami - armią Gigantów. Uwalnia on jeszcze Tyfona, wielkiego potwora zamkniętego w skalnej szczelinie. Kronos dowiaduje się od wyroczni, że siódemka herosów może pokrzyżować jego plany. Wysyła więc potwory, aby złapały Jona, Aretę i Hersa - 3 z 7 Herosów. Ratuje ich Hermes, czyli posłaniec bogów i zawozi na gryfach do Nowej Olimpii. Tam poznają Herę, Chirona, Persefonę, Atenę i wielu innych bogów. Jon, Areta i Hers wyruszają na poszukiwanie miejsca, gdzie ukrywa się Kronos. Gdy go znajdują, czyha na nich niebezpieczeństwo -Tyfon. część 2: Po nieudanej akcji Jon, Areta i Hers wracają do szkoły olimpijskiej. Tam poznają trójkę nowych bohaterów - Akiego, Odiego i Tezję. Teraz szóstka Herosów musi zmierzyć się z Kronosem i z Tyfonem. Bóg czasu i Giganci skonstruowali wielki laser, którym chcą stopić lodową kometę. Po wybuchu wokół planety pojawiły się lodowe pierścienie. Bohaterowie muszą się dowiedzieć, co to za zjawisko. część 3: Odie - mózg drużyny dowiedział się, że pierścienie, które powstały w wyniku zniszczenia komety mogą zatrzymać ruch Ziemi. Z tego powodu mogą powstać fale tsunami i trzęsienia Ziemi. Pojawia się jeszcze jeden kłopot, mianowicie, Herosi muszą znaleźć ostatniego członka drużyny - Nara. Po długiej walce z Kronosem i jego stworami udaje im się odszukać bohatera. Teraz muszą zniszczyć pierścienie... |                            |                             |                                                                     |
| 4 | „Najgorszy wróg człowieka” | „Man’s Worst Enemy”         | 10 lipca 2008                                                       |
| W całym mieście psy dziwnie się zachowują, nawet piesek babci Hersa o imieniu Pepe. To sprawka Cerbera. Cerber to "pupilek" boga Hadesa, który pilnuje bram krainy piekieł, którego uwolnił Kronos. Uspokoić go może tylko gra na lirze. Tezja idzie na Pola Elizejskie, aby zdobyć lirę Orfeusza i uspokoić bestię. |                            |                             |                                                                     |
| 5 | „Natura rzeczy”            | „The Nature of Things”      | 14 lipca 2008                                                       |
| W szkole pojawia się nowy chłopak o imieniu Phil, czyli DJ Panika. Areta od razu się w nim zakochuje. Phil daje Odiemu swoją płytę. Nar ma wątpliwości co do nowego chłopaka. On i Tezja idą go szpiegować, ale nie udaje im się. Phil ich znajduje i więzi w kokonach z roślin. Tezję dziwi to, że on panuje nad roślinami. Tymczasem Odie odkrywa, że na płycie od DJ-a znajdują się hipnotyczne dźwięki. Gdy Areta pomaga Philowi w przygotowaniach do koncertu, odkrywa jego sekret. Otóż Phil to Pan, groźny bożek lasów! Kronos wmówił mu, że ludzie to niszczyciele przyrody. Na szczęście bohaterom udaje się przybyć na czas i powstrzymać Pana. Później Pan zrozumiał, że ludzie chcą pomóc przyrodzie. |                            |                             |                                                                     |
| 6 | „Koń trojański”            | „The Trojan Horse”          | 17 lipca 2008                                                       |
| Podczas wycieczki w lesie Herosów atakuje niedźwiedź. Na szczęście Hermes ratuje sytuację, używając Laski Herolda. Później daje ją Odiemu, aby jej przypilnował. Niestety, podczas biwaku Giganci atakują bohaterów, zabierają Odiemu Laskę i oddają ją Kronosowi. Odie niechcący łamie kawałek tej potężnej broni. Z tego powodu Odie, Hermes i Hera obmyślają plan. Zgodnie z ich pomysłem Odie przyłącza się do Kronosa i podstępem chce mu zabrać Laskę. Mimo że niewtajemniczeni Herosi ciągle wchodzą mu w drogę, udaje mu się to zrobić. |                            |                             |                                                                     |
| 7 | „Mechanizm z antikytery”   | „The Antikythera Device”    | 21 lipca 2008                                                       |
| Odie, Jon i Hefajstos budują pułapkę na Kronosa. Tymczasem okazuje się, że znaleziono Astrolabium, potężny, ale malutki mechanizm, który może powodować fale tsunami i trzęsienia Ziemi. Herosi zastawiają zasadzkę w muzeum, gdzie przetrzymywane jest to groźne urządzenie. Niestety, Kronos wyczuwa podstęp i kradnie Astrolabium. Teraz bohaterowie muszą udać się do Atlantydy aby powstrzymać zmierzającego tam Kronosa. Ale to nie będzie łatwe... |                            |                             |                                                                     |
| 8 | „Na rozstajach dróg”       | „See You at the Crossroads” | 24 lipca 2008                                                       |
| Zbliża się Halloween. Areta i Tezja oglądają w kinie film. Nagle przez ekran kinowy przelatuje sowa i siada na ramieniu Tezji. Gdy dziewczyny zjawiają się w szkole Olimpijskiej, Persefona wyjaśnia Herosom, że to sowa Hekate, bogini czarów i magii. Została wygnana z Hadesu na Księżyc przez swoje przewinienia. Gdy Odie szuka informacji na temat Hekate, dowiaduje się, że to Kronos uwolnił boginię, która o północy przejdzie na Ziemię i obudzi umarłych. Herosi mają mało czasu na obmyślenie planu... |                            |                             |                                                                     |
| 9 | „Rywalizacja sióstr”       | „Sibling Rivaly”            | 28 lipca 2008                                                       |
| Podczas sesji zdjęciowej Nara atakuje Gorgona Meduza. Dzięki szczęściu, które jest darem Herosa, Narowi udaje się ją schwytać. Niestety, Meduza ma siostry, które chcą ją uwolnić. Steno i Euriale (czyli siostry Meduzy) porywają Nara i żądają, żeby Herosi wypuścili gorgonę, a one uwolnią bohatera. Pojawia się problem - czy uratować przyjaciela, czy wypuścić potwora? |                            |                             |                                                                     |
| 10 | „Labirynt (1)”             | „Mazed and Confused”        | 31 lipca 2008                                                       |
| W starym miejskim labiryncie turyści zauważają Minotaura. Minotaur to starożytny potwór, który został zamknięty w labiryncie. Okazuje się, że to sprawka Kronosa, który sklonował Minotaura i kazał mu i jego klonom nękać tutejszych przechodniów. Bohaterowie muszą pokonać Minotaury i uratować niewinnych ludzi, zanim będzie za późno. |                            |                             |                                                                     |
| 11 | „Zabójcza gra”             | „Field of Nightmares”       | 4 sierpnia 2008                                                     |
| Do szkoły przyjeżdża drużyna hokejowa, która zmierzy się z tutejszą. Wszystkich ogarnia zdziwienie, bo zawodniczki są nienaturalnie duże i bardzo umięśnione. Jest wśród nich jedna piękna dziewczyna o imieniu Medelia. Chłopaki z drużyny Herosów zakochują się w niej. Niestety, to zły wybór. Otóż ich wybranka jest zahipnotyzowana przez Kronosa, który mówi jej, żeby zniszczyła Jona i jego przyjaciół (przodkinią Medelii była czarownica Medea, żona Jazona (przodka Jona), który ją zostawił. Medelia porywa chłopaków na bezludną wyspę. Dziewczyny z drużyny Medelii to Amazonki które porwały Tezję i Aretę na wyspę, na której są już chłopaki. Rozpoczyna się bitwa z Amazonkami i Medelią. Dziewczyny przegrywają, ale chłopaki przybywają im z pomocą. Dzięki szkieletom-wojownikom udaje im się pokonać wrogów. |                            |                             |                                                                     |
| 12 | „Więzień Campe”            | „Prisoner Campe”            | 11 sierpnia 2008                                                    |
| Ktoś atakuje bohaterów. Zaniepokojona Hera postanawia, że dopóki sprawa się nie wyjaśni Herosi zamieszkają w szkole. Okazuje się, że napastnik to Campe - strażniczka Tartaru. Dowiedziała się, że Kronos chce zniszczyć Herosów. Campe chce wystawić jednego z nich na przynętę, aby złapać Kronosa. Jon wchodzi w układ z Campe. Polega on na współpracy Campe z bohaterami. Nie podoba się jej ta współpraca. Tymczasem Kronos porywa babcię Hersa. Hers za wszelką cenę chce ją uratować. Campe i Jon postanawiają iść z nim, aby schwytać złego boga. Niestety, nie wszystko idzie zgodnie z planem. |                            |                             |                                                                     |
| 13 | „Puszka strachu”           | „Little Box of Horrors”     | 14 sierpnia 2008                                                    |
| Podczas sprzątania magazynku z bronią Aki znajduje tajemniczą puszkę. Mimo ostrzeżeń Artey otwiera ją. Nagle z puszki wyskakuje dziewczynka i mówi, że ma na imię Nadzieja. Hera wyjaśnia, że pudełko, które otworzył Aki to Puszka Pandory. Niestety, z puszki wyszła również śmiertelna choroba o imieniu Siper. Herosi muszą działać szybko, bo gdy stwór przedostanie się do miejskiego zbiornika wody, zarazi całe miasto. Na szczęście bohaterom pomaga bóg Dionizos. |                            |                             |                                                                     |
| 14 | „Egzamin”                  | „Make-up Exam”              | 18 sierpnia 2008                                                    |
| Kronos znajduje Arachne, prządkę, która została zamieniona przez boginię Atenę w pająka. Pajęczyca pragnie zemsty na bogini i innych bogach. Hipnotyzuje Aretę, która walczy przeciwko przyjaciołom. |                            |                             |                                                                     |
| 15 | „Odyseja”                  | „The Odie-sey”              | 1 września 2008                                                     |
| Jon, Odie i Nar wybrali się na rejs po morzu. Nagle łapie ich sztorm, a wiatr zanosi na wyspę nimfy Kalipso, która była na zabój zakochana w Odyseuszu, przodku Odiego. Reszta drużyny dostaje sygnał S.O.S. od przyjaciół, który dochodzi z wyspy Eola, króla wiatrów. Okazuje się, że to podstęp! To Kronos wysłał wołanie o pomoc i wypuścił Scyllę, morskiego potwora, żeby zniszczyła Herosów. Na szczęście, dzięki pomocy Kalipso Odie, Nar i Jon ratują sytuację. |                            |                             |                                                                     |
| 16 | „Dorwać Krakena”           | „Get Kraken”                | 2 września 2008                                                     |
| Kronos wypuszcza morskiego potwora Krakena, aby wywabił Posejdona z głębin oceanu. Gdy tak się dzieje, Kronos porywa boga mórz i więzi go na pustyni, a sam bierze jego trójząb. Tezja wyczuwa podstęp. Z tego powodu ona idzie uratować Posejdona, a reszta drużyny płynie dorwać stwora! |                            |                             |                                                                     |
| 17 | „Oko za oko”               | „Eye for an Eye”            | 3 września 2008                                                     |
| Polifem, cyklop, który nienawidzi Odyseusza za to, że w przeszłości go oślepił, pragnie zemsty na Odiem (Odyseusz jest przodkiem Odiego). Olbrzym atakuje w lesie i porywa Jona i Odiego. Reszta drużyny idzie na ratunek. Gdy Aki chce wykończyć cyklopa, Odie ratuje go. Polifem zrozumiał, że Odie to dobry człowiek. Niestety, wściekły Kronos zawala budynek, w którym są bohaterowie. Cyklop poświęca się dla Herosów, ratując ich z tego budynku. Odie nie traci nadziei - myśli, że jeszcze kiedyś bohaterowie go spotkają. |                            |                             |                                                                     |
| 18 | „Psoty Erosa”              | „Bows and Eros”             | 4 września 2008                                                     |
| Kronos porywa Erosa i Psyche, i każe Erosowi, aby sprawił, żeby ludzie znienawidzili się nawzajem. Eros posiada tajną broń - strzały nienawiści. Wszyscy z wyjątkiem Jona zostają zastrzeleni. Heros idzie po radę do bogini miłości i piękna, czyli Afrodyty, matki Erosa. Ta każe mu podać eliksir miłości swoim przyjaciołom. Gdy wszystko jest w normie, przyjaciele idą na pomoc Psyche, żony Erosa. Gdy bóg miłości zostaje odczarowany, chce pomóc swojej ukochanej i idzie razem z Herosami. |                            |                             |                                                                     |
| 19 | „Wyprawa do Hadesu”        | „Road to Hades”             | 5 września 2008                                                     |
| Podczas walki z Chimerą Jon zostaje ukąszony przez jej wężową część. Jest tylko jedno lekarstwo na jad potwora - to kwiaty rosnące w Hadesie. Persefona pokazuje Herosom drogę do krainy piekieł. Bohaterowie bez wahania ruszają na pomoc przyjacielowi, ale muszą się śpieszyć. Mojra Atropos chce przeciąć nić życia Jona! |                            |                             |                                                                     |
| 20 | „Nieudany egzemplarz”      | „Many Happy Retums”         | 8 września 2008                                                     |
| Archeolodzy znajdują w jaskini 2 roboty - jednego złotego, a drugiego srebrnego. Roboty są dziełem Hefajstosa. Gdy Herosi uwolnili dzieła boga kowali, roboty bardzo się ucieszyły, że spotkały swojego stwórcę. Niestety wraz z nimi badacze uwolnili również Talosa, wielkiego olbrzyma z brązu, który ukrył się na bezludnej wyspie. Olbrzym teraz sieje spustoszenie. Bohaterowie z pomocą robotów muszą powstrzymać olbrzymiego potwora. |                            |                             |                                                                     |
| 21 | „Pracowity dzień”          | „Labour Day”                | 9 września 2008                                                     |
| Herakles chwali się Hersowi swoimi dwunastoma pracami. Pokonał on wiele potworów m.in.: Lwa Nemejskiego, Hydrę, smoka Ladona z ogrodu Hesperyd, Dzika Erymantejskiego, Geriona itp. Po opowieściach Hers idzie do miasta i spotyka tam 3 piękne dziewczyny. Piękności zwabiają go swoim anielskim głosem do opuszczonego budynku. Heros spotyka tam Kronosa, a dziewczęta okazują się być syrenami. Kronos wysyła Hersa do czasów Heraklesa. Tam musi się zmierzyć z Lwem Nemejskim, Hydrą i Ladonem! |                            |                             |                                                                     |
| 22 | „Mrówki mutanty”           | „The Might Be G.I.Ants”     | 10 września 2008                                                    |
| Kronos wkrada się do bazy wojskowej. Porywa żołnierzy i zamienia ich w gigantyczne mrówki. Tymczasem Zeus podający się za pana Sueza - woźnego, sprawdza swój schowek na skarby. Po długim przeglądaniu odkrywa, że zginęła mu bransoletka, dzięki której można zamieniać ludzi w mrówki. Okazuje się, że to Kronos wykradł to urządzenie i pozamieniał żołnierzy w te owady, aby stworzyć własną niezwyciężoną armię. Hera daje Herosom bransoletę, która zamienia mrówki w ludzi i karze bohaterom odwrócić czar rzucony na żołnierzy zanim będzie z późno. |                            |                             |                                                                     |
| 23 | „Latający cyrk Kronosa”    | „Cronus' Flying Circus”     | 11 września 2008                                                    |
| Herosi oglądają przedstawienie w cyrku. Nar wychodzi na dwór, przylatują ptaki stymfalijskie i go porywają. Herosi muszą go uratować. Okazuje się, że to sprawka Kronosa. |                            |                             |                                                                     |
| 24 | „Fontanna Sybaris”         | „Sybaris Fountain”          | 11 września 2008                                                    |
| Herosi wyruszają na wakacje do Grecji. Kronos, wiedząc o ich pobycie w jego ojczyźnie, uwalnia Sybaris - królową wampirów. Uwodzi ona Hersa, podając się za piękną dziewczynę. Po zaprowadzeniu Herosa do świątyni Hery zamienia go w wampira poprzez ukąszenie. Bohaterowie dowiadują się o tym i idą przyjacielowi z pomocą. Sybaris chce zemścić się na Herze. Uwalnia swoje dzieci-wampiry i karze im atakować drużynę. Hera chce pomóc Herosom. Zamienia się w feniksa i leci na ratunek. |                            |                             |                                                                     |
| 25 | „Ostatnie słowo”           | „The Last Word”             | 12 września 2008                                                    |
| Nar zostaje porwany przez nimfę Echo, która była zakochana w Narcyzie, przodku Nara. Gdy bohaterowie się o tym dowiadują, od razu ruszają na pomoc. Niestety, Echo ma kilka niespodzianek w zanadrzu, ale Nar niepodziewanie ratuje sytuację. |                            |                             |                                                                     |
| 26 | „Przekładanka”             | „Time After Time”           | 12 września 2008                                                    |
| Zbliża się Nowy Rok. Jon dostaje od Hory wiosny (Hory to boginie pór roku) niezapominajkę, aby wręczyć ją Tezji. Gdy wszyscy idą świętować, staje się coś dziwnego. Później wszystko wraca do normy. Gdy Jon pyta gdzie jest Odie, Tezja odpowiada mu, że on nie żyje. Jon nie może tego pojąć. Okazuje się, że to sprawka Kronosa, który namieszał w czasie i przestrzeni, i spowodował śmierć Odiego. Jon jako jedyny wszystko pamiętał dzięki niezapominajce. Później wszyscy przenoszą się w czasy wojny bogów z tytanami. Herosom, wraz z Zeusem, Posejdonem i Hadesem udaje się pokonać Kronosa. Kiedy bohaterowie przenoszą się do swoich czasów, okazuje się, że wszystko jest w porządku, a Odie żyje. Jednak Kronos jest na wolności. |                            |                             |                                                                     |

### Seria 2
| odc. | Polski tytuł              | Angielski tytuł                   | Premiera w Polsce                              |
| --- | ------------------------- | --------------------------------- | ---------------------------------------------- |
| 27 | „Kronos pokonany”         | „Cronus Vanquished”               | 19 stycznia 2009                               |
| W trakcie walki Kronos mdleje. Z tego powodu bohaterowie zabierają go do Hadesu, gdzie miał zostać osądzony przez Minosa. Jednak Kronos używa podstępu. Zamyka Hadesa i Persefonę w lochu i przejmuje władzę nad Podziemiami. Co ważniejsze, przejmuje władzę nad Tanatosem. Któż poradzi sobie z Herosami lepiej niż bóg śmierci? |                           |                                   |                                                |
| 28 | „Anatomiczna osobowość”   | „Graes Anatomy”                   | 20 stycznia 2009                               |
| Podczas żeglugi Odie wyławia oko Graj, trzech staruszek, które potrafią przepowiadać przyszłość. Dzięki temu oku herosi mogą zobaczyć co się dzieje w dowolnym miejscu na świecie. Kronos spotyka Graje i każe im atakować herosów. Staruchy mają niespodziankę. Ożywiają lęki herosów z ich najgorszych koszmarów. |                           |                                   |                                                |
| 29 | „Pozycja gwiazd”          | „Stars Quality”                   | 21 stycznia 2009                               |
| Kronos odnajduje Oriona, myśliwego, miłość Artemidy, którego bogini niechcący zabiła (podczas strzelania z łuku źle wycelowała - jej strzała trafiła prosto w głowę Oriona). Teraz Orion chce się zemścić na Artemidzie i Arecie. Tymczasem Nara szpieguje reporterka. |                           |                                   |                                                |
| 30 | „Niezapominajka”          | „Forget Me Not”                   | 22 stycznia 2009                               |
| Persefona zabiera herosów na Pola Elizejskie, aby poznali swoich przodków. Niestety, w trakcie drogi bohaterowie wpadają do rzeki Styks, a gdy wpadnie się do wód tej rzeki traci się pamięć. Jedynie Nar ocalał, a Kronos wpadł to Styksu razem z drużyną. Nar musi teraz uratować swoich przyjaciół, zanim Kronos ich zniszczy. |                           |                                   |                                                |
| 31 | „Wszystko w swoim czasie” | „Time Enough For Everything”      | 23 stycznia 2009                               |
| Kronos miesza w czasoprzestrzeni. Odie i Aki muszą go powstrzymać. |                           |                                   |                                                |
| 32 | „Pandemonium”             | „Pandemonium”                     | 26 stycznia 2009                               |
| Coś złego dzieje się z drzewem bogów w Ogrodzie Hesperyd. W związku z tym bogowie chorują. Jeśli herosom nie uda się uratować drzewa, wszyscy bogowie zginą. Stary przyjaciel Arety, bóg lasów Pan stara się pomóc bohaterom. Ale on też słabnie. Strażnik ogrodu, smok Ladon nie próżnuje i broni drzewa przed intruzami. Herosi muszą szybko coś wymyślić. |                           |                                   |                                                |
| 33 | „Strach ma wilcze oczy”   | „Nothing To Fear But Fear Itself” | 27 stycznia 2009                               |
| Herosi wyjeżdżają na wakacje. W muzeum Aki natrafia na dziwną maskę i ją przymierza. Okazuje się, że to maska boga strachu Fobosa, która potęguje strach. Aki wszystkiego się boi. Również Kronosa, którego spotyka w ciemnej uliczce. Nie walczy, bo za bardzo się boi. Na szczęście z pomocą przychodzi mu Areta, ale zostaje zraniona przez boga czasu. Kronos używa krwi dziewczyny do ożywienia króla Likaona, którego Zeus zamienił w wikołaka. Arecie grozi niebezpieczeństwo. Aki musi teraz przezwyciężyć strach, aby pomóc dziewczynie. |                           |                                   |                                                |
| 34 | „Piekielny mróz”          | „Cold Day in Hades”               | 28 stycznia 2009                               |
| Zbliża się wiosna. Persefona odchodzi z Hadesu, aby dotrzeć do swojej matki Demeter. Ale w tunelu czeka na nią tajemnicze krzesło. Bogini siada na nim, aby odpocząć. Okazało się, że to krzesło zapomnienia. Gdy Persefona na nim usiadła, zastygła w bezruchu. Tymczasem w Nowej Olimpii nastaje wielka zima. Okazuje się, że to bogini Demeter, matka Persefony ją spowodowała. Demeter płacze i martwi się, że jej córka do niej nie przychodzi. Herosi muszą odnaleźć Persefonę i zakończyć wielką zimę. Kronos zastawił na nich pułapkę. W miejscu, gdzie zabrał Persefonę, na Herosów czekają lodowe mamuty. |                           |                                   |                                                |
| 35 | „Zakazany owoc”           | „Tantalize This”                  | 29 stycznia 2009                               |
| Kronos szuka klucza do skarbu Argonautów. Odie wpada na pomysł, że klucz ten znajduje się w świątyni Prometeusza. Pomysł okazał się trafny. Gdy Areta znajduje klucz, uwalnia również potwora, który spycha ją do przepaści razem z kluczem. Niestety, dziewczyna napotyka Kronosa, który zabiera jej klucz. Napotyka tam również Tantala, który nie może jeść (gdy chwyta owoce, one usychają) oraz pić (woda od niego "ucieka"). Dziewczyna jednak nie chce mu pomóc. Wściekły Tantal rzuca na Aretę klątwę Zakazanego Owocu (dziewczyna nie będzie mogła oprzeć się pokusie). Gdy Herosi wracają do Nowej Olimpii, Areta znajduje piękną, ale i niebezpieczną zbroję Ateny. Klątwa Tantala zaczyna działać. Areta nie morze oprzeć się pokusie. Wkłada zbroję i sama idzie pokonać Kronosa.                   |                           |                                   |                                                |
| 36 | „Dzień Matki”             | „Mother Knows Best”               | 30 stycznia 2009                               |
| W ruinach świątyni Kronos spotyka swoją matkę Gaję - Matkę Ziemię. Gaja jest babcią Zeusa i jest na wnuka bardzo zdenerwowana. Tymczasem u babci Hersa szykuje się piknik. Ale Gaja nasyła na Herosów wielkiego zapaśnika - Anteusza, a sama porywa Zeusa. Hers zostaje walczyć z zapaśnikiem. Pozostali Herosi przychodzą na pomoc Zeusowi, ale nie mają szans z boginią. Okazuje się, że Gaja oczekiwała, aby Zeus jej podziękował za to, że go wychowała. Gdy Zeus to uczynił, ta puszcza go wolno. Natomiast Kronosowi urządza tortury. |                           |                                   |                                                |
| 37 | „Dzwonek niezgody”        | „Applet of Discord”               | 2 lutego 2009                                  |
| Dziwne rzeczy dzieją się w mieście. Wszyscy się ze sobą kłócą i nie zgadzają się ze sobą. Napotyka to również niektórych bogów i niektórych herosów. Okazuje się, że to sprawka Eris - bogini niezgody. Przez dzwonek, który dostała od Kronosa, wszyscy ludzie (w tym bogowie i herosi) tak dziwnie się zachowują. Kłótnia przeradza się w walkę. Odie musi znaleźć Harmonię, boginię porządku i ładu, aby przeszkodziła niegodziwej Eris. |                           |                                   |                                                |
| 38 | „Zatruta strzała”         | „Bad Blood”                       | 2 lutego 2009                                  |
| Kronos odnajduje Autolikosa, króla złodziei i każe mu ukraść strzałę Heraklesa (można ją łatwo rozpoznać, ponieważ strzała jest pokryta jadem Hydry, który strasznie śmierdzi). W zamian za kradzież Autolikos dostanie złote jabłko z Ogrodu Hesperyd. Kronos daje Autolikosowi hełm niewidzialności Hadesa, który ten niegodziwy bóg dostał od Gary’ego (złośliwego chochlika, z którym Tezja ma zajęcia z magii). Gdy Autolikos kradnie strzały (które okazują się nieprawdziwe), Gary, przemieniony w owada, denerwuje Tezję i wmawia jej różne rzeczy. Coraz gorzej działa to na Tezję. Zdesperowana dziewczyna idzie do wyroczni prosić o radę, lecz ten nie wyczuwa nic niepokojącego. Tymczasem okazuje się, że prawdziwa strzała Heraklesa znajduje się u taty Tezji. Herosi planują podstęp...         |                           |                                   |                                                |
| 39 | „Wizje”                   | „Dreamweaver”                     | 3 lutego 2009                                  |
| Morfeusz i Tezja tworzą wizję dla Kronosa, aby myślał, że do pokonania wszystkich bogów potrzebny jest pewien amulet. To podstęp, w rzeczywistości amulet ten jest bezwartościowy. Herosi ustawiają pułapkę wokół miejsca, w którym schowany jest amulet i czekają na Kronosa. Niestety, bóg wyczuwa podstęp i zsyła na Tezję koszmary. Tezja musi zapanować nad snem, aby nie przepadła na zawsze... |                           |                                   |                                                |
| 40 | „Okrutna piękność”        | „Breathtaking Beuty”              | 3 lutego 2009                                  |
| Podczas wyjazdu do kina Nar drażni Odiego. Zdenerwowany chłopak odjeżdża z kina. Po długiej jeździe Odie natrafia na pewne miasteczko, w którym trwa bal. Spotyka tam piękną dziewczynę o imieniu Josephine X. Nie wie jednak, że jego wybranka to starożytny potwór Sfinks, który przywłaszczył sobie całą dzielnicę. Teraz Odie musi odpowiedzieć na jej zagadkę, inaczej długo nie pożyje. Nar i Hers, którzy byli z Odiem w kinie, postanawiają go szukać. Inni Herosi dołączają do nich później. |                           |                                   |                                                |
| 41 | „Krok od katastrofy”      | „Recipe for Disaster”             | 4 lutego 2009                                  |
| Bogowie wyglądają coraz gorzej. Chociaż mają wiele lat, wyglądają na młodych. Jednak to się zmieniło. Teraz bogowie "starzeją się w oczach", ponieważ coś dzieje się z ambrozją, ich pokarmem, dzięki któremu stają się nieśmiertelni. Herosi są zaniepokojeni. Podczas gdy Odie i Nar sprawdzają, co zmieniło się w przepisie na ambrozję, Jon, Aki i Areta lecą za olimpijskimi pszczołami, które zbierają miód potrzebny do ambrozji. Dowiadują się, że pszczoły zbierają nektar z tajemniczego krzaka, przez co miód nie nadaje się do robienia ambrozji. Tymczasem Hers szuka Heraklesa, który zniknął. Okazało się, że za uprowadzeniem Heraklesa i zasadzeniem krzaka stoi Piritiusz, dawny przyjaciel Heraklesa i Tezeusza, którego Herakles pozostawił na krześle zapomnienia. Piritiusz chce zemsty... |                           |                                   |                                                |
| 42 | „Powrót Polifema”         | „Polymphemus Return”              | 5 lutego 2009                                  |
| Kronos sprowadza Brontesa, Steropesa i Agresa, trzech cyklopów i świetnych kowali. Każe im wykuć potężną broń, w zamian za odzyskanie pełnych mocy. Polifem, cyklop, przyjaciel Odiego, zobaczył co knuje Kronos. Wysyła więc ostrzeżenie do Herosów. |                           |                                   |                                                |
| 43 | „Kronos 2.0”              | „Cronus 2.0”                      | 5 lutego 2009                                  |
| Odie tworzy robota-Kronosa (wersja Kronos 2.0), aby bohaterowie mogli wymyślić plan pokonania złowieszczego boga. Niestety, Kronos 2.0 wymyka się spod kontroli i sieje spustoszenie w mieście. Herosi muszą szybko go powstrzymać. |                           |                                   |                                                |
| 44 | „Strategia”               | „The Game Plan”                   | 6 lutego 2009                                  |
| Kronos porywa Zeusa na partię szachów. Zeus, myśląc, że to nic groźnego wciąga się w grę. Niestety, figury, którymi gra Kronos ożywają i atakują bohaterów. Jon i Nar muszą szybko odnaleźć boginię szczęścia i losu - Fortunę, by pomóc Zeusowi i pozostałym Herosom. |                           |                                   |                                                |
| 45 | „Jak toczący się kamień”  | „Like a Rolling Stone”            | 9 lutego 2009                                  |
| Kronos spotyka Syzyfa, skazańca w Hadesie. Jeśli wtoczy wielki kamień na szczyt góry, zostanie uwolniony. Niestety, to nie takie łatwe. Kronos daje mu moc zmieniania wyglądu i każe skłócić bohaterów w zamian za wolność. Sprawy się komplikują. Odie, Hers i Nar jadą uwięzić Tanatosa, boga śmierci, aby Syzyf nie zrobił krzywdy pozostałym bohaterom. Jeśli bóg śmierci zostanie uwięziony, nikt nie zginie. |                           |                                   |                                                |
| 46 | „Klucz Kronosa”           | „Cronus Keystroke”                | 9 lutego 2009                                  |
| |                           |                                   |                                                |
| 47 | „Labirynt”                | „Daedalus or Alive”               | 10 lutego 2009                                 |
| |                           |                                   |                                                |
| 48 | „Konkurs piękności”       | „Face Off”                        | 10 lutego 2009                                 |
| |                           |                                   |                                                |
| 49 | „Lekcja pływania”         | „The Deep End”                    | 11 lutego 2009                                 |
| |                           |                                   |                                                |
| 50 | „Złoty chłopiec”          | „Golden Boy”                      | 12 lutego 2009                                 |
| |                           |                                   |                                                |
| 51/52 | „Ostatnie starcie”        | „Phantom Rising”                  | cz. 1 – 13 lutego 2009, cz. 2 – 18 lutego 2009 |
| |                           |                                   |                                                |